# 향산공주
향산공주 주헌등(중국어: 香山公主 朱軒嬁, 1598년 - 1599년)은 명나라의 공주이며, 명 신종의 9녀이다. 어머니는 덕빈 이씨이다.
공주는 만력 26년 10월생으로, 만력 27년 정월 경술일에 명 신종으로부터 헌등이라는 이름을 받았고, 6월 경인일에 만 1살도 되지 않아 사망하였다. 아마도 요절하였기 때문에 향산공주는 금산의 황족원침에 묻히지 않은 것같다. 10월에 향산공주는 새로 선택된 묘원인 홍달령에 묻혔다.